# Guillaume Stellingwerff

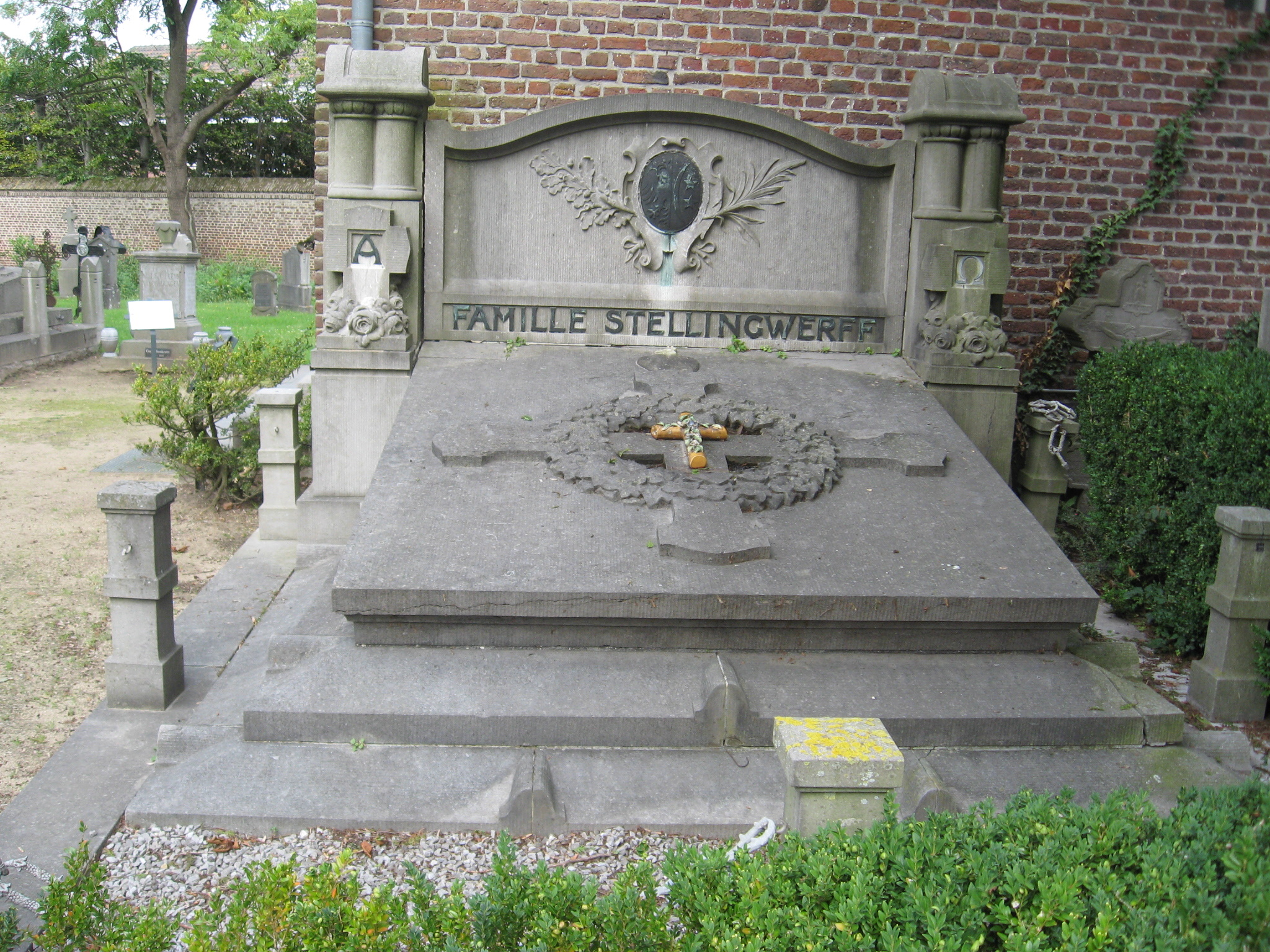
Grafmonument van Guillaume Stellingwerff op het Oud Kerkhof van Hasselt.

Guillaume Adam Joseph Stellingwerff (Hasselt, 9 augustus 1841 - aldaar, 4 februari 1923) was van 1880 tot 1883 burgemeester van de Belgische stad Hasselt.

## Familie Stellingwerff
Stellingwerff was een zoon van jeneverstoker Adam Stellingwerff, die eigenaar was van de stokerij in de kloosterhoeve van de zusters Franciscanessen-penitenten waar sinds 1982 het Nationaal Jenevermuseum Hasselt gehuisvest is.
De familie was van Friese afkomst. De drie katholieke broers Stellingwerff ontvluchtten tijdens de godsdienstonlusten omstreeks 1570 het protestantse Leeuwarden. Een van de broers, Johan Stellingwerff, studeerde rechten aan de universiteit van Bologna en vestigde zich in 1579 in Hasselt. Hij was er drossaard van het land van Vogelsanck en werd in 1598 door prins-bisschop Ernst van Beieren tot schepen van het Hof van Vliermaal benoemd. Verscheidene van zijn nazaten werden burgemeester van Hasselt. De familie behoorde tot de belangrijkste van de stad. Tijdens het ancien régime werden hun overledenen steevast in het Sint-Servaaskoor van de Sint-Quintinuskerk begraven.

## Loopbaan
Guillaume Stellingwerff studeerde rechten en schreef zich in 1867 in aan de balie van Hasselt. In 1870 werd hij ondervoorzitter van de liberale Association Libérale en in 1873 werd hij beheerder van de Banque Centrale du Limbourg. Toen in 1879 de Hasseltse afdeling van het Willemsfonds werd opgericht, werd Stellingwerff er de eerste voorzitter van.
Bij de gemeenteraadsverkiezingen van 1878 stelde hij zich kandidaat op de liberale lijst van Gaspar Arnold Bamps. De liberalen wonnen de verkiezingen met 53% van de stemmen en 8 zetels op 13 en Stellingwerff werd benoemd tot schepen in de gemeenteraad. Na het overlijden van burgemeester Bamps in 1880 volgde Stellingwerff hem op. Bij de verkiezingen van 1881 konden de liberalen hun meerderheid behouden.
Tijdens zijn burgemeesterschap werden enkele grote openbare gebouwen opgericht. De Schoolstrijd zorgde in Hasselt voor scherpe tegenstellingen tussen de katholieken en de liberalen. In 1881 werd het Sint-Jozefscollege gebouwd dat in 1882 werd ingehuldigd.
Stellingwerff bleef burgemeester tot in 1883, toen hij ontslag moest nemen wegens zijn benoeming tot rechter bij de rechtbank van eerste aanleg. Het was notaris Ernest Goetsbloets die hem opvolgde.
Hij stierf in 1923 op 81-jarige leeftijd en werd op het Oud Kerkhof van Hasselt begraven.

## Huis Stellingwerff-Waerdenhof
Stellingwerff woonde in het huis Stellingwerff-Waerdenhof, dat later het stadsmuseum Het Stadsmus (vroegere naam: Museum Stellingwerff-Waerdenhof) ging huisvesten. Het Waerdenhof, een oude patriciërswoning die in 1450 voor het eerst werd vermeld en in 1680 was gebouwd, was in het bezit van de Hasseltse jeneverstokersfamilie Jacobs, die via de moeder van Guillaume aangetrouwd was met de familie Stellingwerff. Peter Jacobs bouwde in 1857 tegen het Waerdenhof een herenhuis dat een kopie was van een Venetiaans palazzo en integreerde beide huizen. Hij stierf voordat het complex voltooid was en zijn weduwe Marie Angeline Creten huwde in 1865 met Stellingwerff. Het paar ging in het complex wonen en werkte het verder af. Na de dood van Stellingwerff kocht de stad het complex dat Stellingwerff-Waerdenhof werd genoemd.